# USS Nitze (DDG-94)
USS Nitze (DDG-94) —  ескадрений міноносець КРО типу «Арлі Берк» ВМС США, серії IIa з 127/62-мм АУ. Сорок четвертий корабель цього типу в складі ВМС, будівництво яких було схвалене Конгресом США.

## Назва
Корабель названий в честі Пола Нітце, який був міністром ВМС США при президенті Ліндона Джонсона і головним радником президента Рональда Рейгана.

## Будівництво

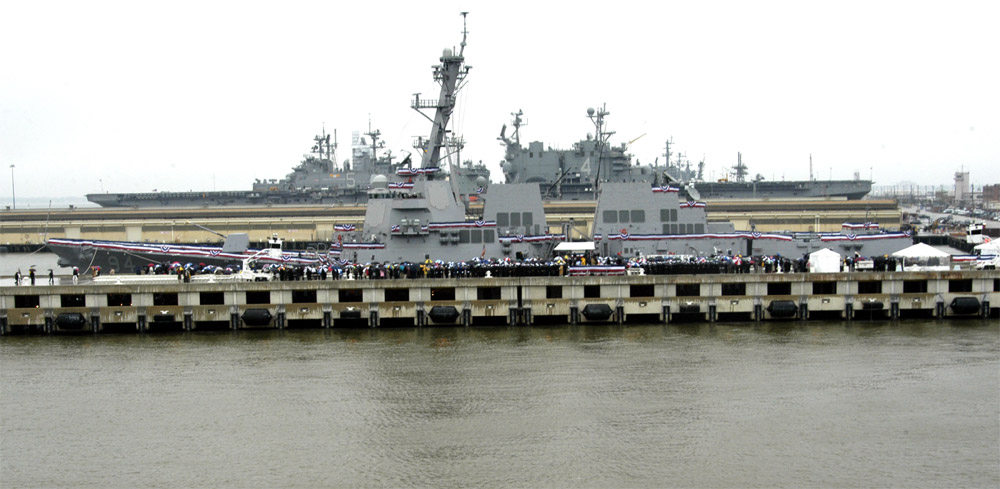
Нітце під час введення в експлуатацію. На задньому плані можна побачити USS Nassau та USS Bataan.

Контракт на будівництво був підписаний 6 березня 1998 року з суднобудівною компанією Bath Iron Works, штат Мен, корпорації General Dynamics. Церемонія закладання кіля відбулася 20 вересня 2002 року. Спущений на воду 3 квітня 2004 року. 17 квітня відбулася церемонія хрещення. Хрещеною матір'ю стала Елізабет Портер, дружина Пола Нітце, якому на той момент було 97 років. Він був присутній на церемонії хрещення і помер через шість з половиною місяців потому. Введено в експлуатацію 5 березня 2005 на військово-морській базі Норфолк. Порт приписки Норфолк, штат Вірджинія.

## Бойова служба
Корабль активно експлуатується у розгортаннях в зоні відповідальності 5-го і 6-го флотів ВМС США.
5 січня 2007 року залишив порт приписки Норфолк для свого першого розгортання в зоні відповідальності 5-го і 6-го флоту США, з якого повернувся 3 липня.
23 серпня 2016 року транзитом пройшов Ормузьку протоку в південному напрямку, під час якого чотири катери, що належать Корпусу вартових ісламської революції, «залякували» корабель. Американські моряки на борту есмінця запалили сигнальні вогні і давали гудки. В кінцевому підсумку есмінцю довелося змінити курс і пройти майже впритул до нафтової платформи, щоб піти від іранських катерів. 
13 жовтня 2016 року, після двох ракетних обстрілів есмінця USS Mason (DDG-87) з території  Ємена , Нітце атакував крилатими ракетами Томагавк три радіолокаційні об’єкти, які брали участь у попередніх обстрілах; Пентагон відзвітував, що всі три майданчики знищені.
В вересні 2019 року есмінець розмістили в Перській затоці з метою посилити протиповітряну оборону Саудівської Аравії після нападу на нафтопереробний завод.